# جو لويس
جوزيف لويس بارو (بالإنجليزية: Joe Louis)‏ (13 من مايو 1914م – 12 من أبريل 1981م) يُعرف باسم جو لويس، هو ملاكم محترف أمريكي الجنسية، وبطل العالم للوزن الثقيل في الفترة من عام 1937 وحتى عام 1949. ويُعتبر لويس واحدًا من أعظم ملاكمي الوزن الثقيل على مر العصور. لُقب لويس بـ براون بومبر (Brown Bomber)، والذي ساعد لويس في رفع مستوى الملاكمة من مستوى النظير الذي أثَّر على رواجها في عصر ما بعد جاك دمبسي، وذلك من خلال بناء سمعته كملاكم نزيه ومجتهد في وقت كانت الرياضة يسيطر عليها مصالح تقوم على المقامرة. وقد استمر عصر بطولاته 140 شهرًا متتالية، شارك خلال تلك الفترة في 26 مباراة بطولية؛ وكانت المباراة السابعة والعشرون ضد إيزارد تشارلز تحديًا على لقب الوزن الثقيل، ولذلك لم تدخل ضمن المباريات التي خاضها لويس خلال عهده. وفي كل الأحوال، انتصر لويس في 25 مباراة للاحتفاظ باللقب، وهو رقم قياسي لفئة الوزن الثقيل. وفي عام 2005، احتلَّ لويس
1. المركز الأول في فئة الوزن الثقيل في كل العصور ومنحته هذا اللقب منظمة الملاكمة الدولية للأبحاث.[2]

كما جاء في
1. المركز الأول في قائمة مجلة الحلبة' (The Ring) لأعظم 100 ملاكم على الإطلاق.[3]

كان لثقافة لويس تأثير كبير خارج حلبة الملاكمة. فكان يُعتبر إلى حدٍ بعيد أول أمريكي من أصل إفريقي استطاع أن يكون بطلًا قوميًا داخل الولايات المتحدة الأمريكية، كما كان أيضًا بمثابة مركز النشاط في الحركة ضد النازية، والتي مهَّدت السبيل إلى الحرب العالمية الثانية. وتمكَّن لويس من الانضمام إلى لعبة الجولف، وبذلك كسر كل الحواجز التي تعوق الرياضيين السود من المشاركة في بطولات هذه اللعبة في أمريكا بعد أن حصل على استثناء من أحد الرعاة في مباراة نظمها بي جي إيه (الاتحاد الأمريكي للاعبي الجولف المحترفين) عام 1952.
وتوجد في ديترويت صالة رياضية باسم صالة جو لويس وهي موطن فريق ديترويت رد وينجز الذي يلعب في دوري الهوكي الوطني، وأيضًا يوجد في محميات الغابة في مقاطعة كوك مضمار جو لويس «البطل» للجولف، والذي يقع جنوب ولاية شيكاغو في منطقة ريفرديل، وقد سُميَّت تلك الأماكن على اسمه تكريمًا له.

## وصلات خارجية
- جو لويس على موقع بوكس ريك (الإنجليزية) (registration required)

- Video of 1936 Louis-Schmeling Fight على يوتيوب
- Video of 1937 Louis-Braddock Title Fight على يوتيوب
- Video of 1939 Louis-Galento Fight
- Video of 1941 Louis-Baer Fight
- FBI file on Joe Louis
- "billy+conn"+joe+louis&hl=en Video of 1941 Louis-Conn Title Fight
- Video of 1951 Louis-Charles Fight
- Video of 1951 Louis-Marciano Fight
- Joe Louis Amateur Record from BoxArec
- The Fight of the Century NPR special on the selection of the radio broadcast to the National Recording Registry
- جو لويس على موقع IMDb (الإنجليزية)
- جو لويس على موقع الموسوعة البريطانية (الإنجليزية)
- جو لويس على موقع مونزينجر (الألمانية)
- جو لويس على موقع ميوزك برينز (الإنجليزية)
- جو لويس على موقع إن إن دي بي (الإنجليزية)
- جو لويس على موقع ديسكوغز (الإنجليزية)
- جو لويس على موقع قاعدة بيانات الفيلم (الإنجليزية)
- "Remembering Joe Louis", WTVM
- http://news.google.com/newspapers?nid=897&dat=19380330&id=BjcxAAAAIBAJ&sjid=LVADAAAAIBAJ&pg=6394,4280484